# ゼロストリート
ゼロストリート（ZERO STREET）は、株式会社ジーアンドケイトレーディング（G&K TRADING,Inc.）が展開するファッションブランド。本社は韓国ソウル特別市江東区。
2022年下期、設立当時からの主要事業計画であった日本進出が韓国文化経済総合研究所（KCERI,Inc.）サポートのもと本格的に進められ、日本における事業パートナーは韓国通販最大手企業とされる株式会社DHOLIC FBLを主軸とした店舗販売、及び、通販サイトにてスタートされると正式にプレスリリースされた。
2023年5月27日、株式会社DHOLIC COMMERCE社との契約が締結され兼ねてからの事業計画であった日本市場への進出が実現。

## 由来
『ZERO STREET』はZERO（無限大）＋STREET（道）との合成語であり、無限の可能性を保つブランドでありたいと言う創業者らの願いや想いから命名された。

## 特徴
ファッション性に優れた服を手頃な価格帯で提供するいわゆるファストファッションや韓国ファッションなどのブランドが目立つなか、元々は時代に逆行した高価格帯であることからセレブ向け人気ブランドとして大手免税店公式サイトにおいて中国からの人気が高かった。また、韓国内でも可愛らしいカラーとフェミニンなデザイン感性の独立されたガーリッシュカジュアルブランドとして注目され、ドーナツシリーズをはじめユニークなデザインが多いことから熱狂的なファンも多く、近年のコロナ禍において他ブランドが苦戦するなか韓国主要ECサイトや特設された自社スタジオにて定期的に行われているライブ販売を中心に3期連続で前年度の売上高を更新している。

## 日本での展開
転売目的とされた大量買いが韓国国内にて頻繁に発覚したことから、2023年からの本格的な日本進出に伴い、東京にも開業準備室を2022年夏頃から韓国文化経済総合研究所（KCERI,Inc.）内に設けた。さらに、日本市場向け主要企画として比較的幅広い価格帯によるブランド展開を行う方針に軌道修正され、韓国発ブランドとして早々に頂点を獲得すると予測されている。先頃、日本市場向けにオーガニック系コスメブランドの展開も準備されていることが正式に発表され話題となっている。2023年6月より、いよいよレディースファッション韓国通販DHOLIC（ディーホリック）ショッピングモールサイトにて販売が開始される。

## エピソード
K-POPアイドルグループIVEに所属するレイがプライベートで着用したドーナツをモチーフとした１枚のトップスが２０２２年に話題となり世界中から注目され即完売となり、未着用の同商品は某転売サイトにおいて１０倍以上の価格で販売されるなど異常現象が発生。なぜ、そもそもそのように注目された理由を探ってみルト人気バラエティ番組出演時、レイは『この前、ユジンオンニ（IVEのリーダー）が私がドーナツに似てると言われ困惑しました。でも、とっても気に入ってます。』とトークしたことから、本人か関係者がドーナツがモチーフとなった（ZERO STREETの）トップスの存在を知り着ることになったと言われている。通常、K-POPアイドルグループなどを初め女優さんは番組スポンサーブランド、又は、スタイリストの担当さんがピックアップしたラインナップを着用することが暗黙の了解となっていることから、今回のようにプライベートな画像が流出していることがきっかけで注目されることは珍しい。

## ブランドライン
既存ライン
- ZERO Girls
- ZERO Woman
- ZERO Kids
- ZERO denim

2023新設ライン
- ZERO LADY
- ZERO GAL
- ZERO BABY
- ZERO JEANS
- ZERO EARTH(+SDGs)
- ZERO SPORTS

## 韓国本社情報
- 会社名 - 株式会社ジーアンドケイトレーディング
- 代表者 - キム・クムジュ
- 設立日 - 2018年6月18日

本店 - 大韓民国ソウル特別市江東区城内洞440-4 5階

## 日本支社情報
- 住所 - 東京都港区六本木6-10-1 六本木ヒルズ森タワー 16階
- 代表者 - 菊地世一
- 支社長 - チャン・ウンニョン

## 沿革
- 2017年 - 自社ブランドZERO STREET 中国にて有名セレクトショップであるi.tにて入店される
- 2018年 - 株式会社ジーアンドケイトレーディングが法人設立される
  - FLOPOPブランドが立ち上げられる
- 2019年 - 韓国国内自社モールが開業される
  - 　　　Tmall・アリババに入店、販売が開始される
  - 　　　免税店各社に入店、販売が開始される
  - 　　　オンラインショップ各社に入店、販売が開始される
- 2020年 - 海外事業部設立（コロナ事情により自粛される）
- 2022年 - 日本事業開業準備室となる東京オフィスが設立される
- 2023年 - 韓国通販最大手である株式会社DHOLIC FBLと日本国内販売が計画される
- 2023年 - 上記に伴い株式会社DHOLIC COMMERCEと契約が締結され販売が開始される

## 著名人らとの交流
- レイ（K-POPアイドルグループIVEメンバー）
- パク・ナラ「助けてホームズ（MBC第26回放映）」
- キム・ミンナ「オンアンドオフ（TVN第1回、第5回放映）」
- ソン・ガンイ「美味しい広場（SBS放映）、電池的惨め視点（MBC第85回放映）」
- ホン・ジャ「２時脱出カルトゥーショー（放映出勤時）」
- ラブリーズ・ケイ「マイビューティーテレビ放映」
- キム・ミンナ「KT放映」
- APRIL　イ・ジンソル「TVN V 第11回放映」
- イ・ユミ「MBC365第6回放映」
- OH MY GIRLアンリ「最新流行プログラム第29回放映」
- ROCKET PUNCHI　ダヒョン「パンチタイム第3回放映」
- キム・ソリ「M netサムボディ第6回放映」
- キム・イギョン「花道だけ歩く（KBS1第7回放映）」
- パク・ナラ「1人で住む（MBC第314回放映）」
- ジャン・エウォン「TV動物農場（SBS第939回放映）」
- ROCKET PUNCHI　ソヒ「ミュージックバンク（放映出勤時）」
- ソ・へジン「みんなでクンタリ（MBC第12回放映）」
- ゴ・ミンジョン（インフルエンサー）
- ペク・ユビ（インフルエンサー）
- イ・ヒョンヒ（インフルエンサー）
- ペク・ジヘ（インフルエンサー）
- クォン・ダヨン（インフルエンサー）
- チョ・ミンジョン（インフルエンサー）
- ナム・ダソル（インフルエンサー）
- シン・ダヘ（インフルエンサー）　他多数